# فضانورد کشاورز
فضانورد کشاورز (به انگلیسی: The Astronaut Farmer) فیلمی محصول سال ۲۰۰۶ به کارگردانی مایکل پولیش است. در این فیلم بازیگرانی همچون بیلی باب تورنتون، بروس ویلیس، ویرجینیا مادسن، مکس تیریوت، بروس درن، جون گریس، تیم بلیک نلسون، جی. کی. سیمونز، کیرستن وارن، ریک اورتون، ریچارد ادسون، جولی وایت، مارشال بل و گراهام بکل ایفای نقش کرده‌اند.